# Tòa nhà Văn phòng Quốc hội Hoa Kỳ

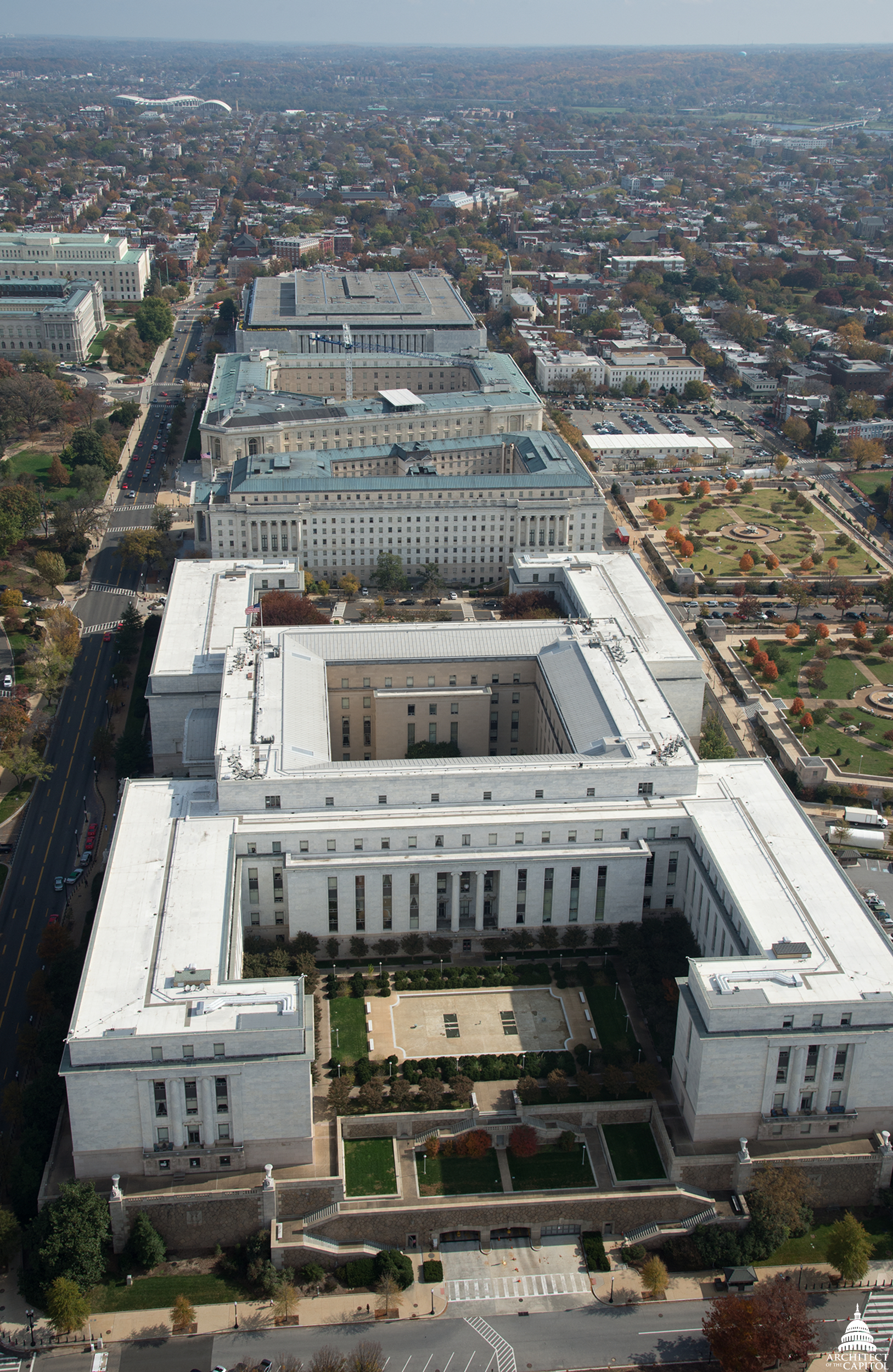
Các Tòa nhà Văn phòng Hạ viện Hoa Kỳ, từ trước ra sau: Tòa nhà Rayburn, Tòa nhà Longworth, Tòa nhà Cannon. Phía sau Tòa nhà Cannon là Tòa nhà Tưởng niệm James Madison (một phần của Thư viện Quốc hội Hoa Kỳ)

Tòa nhà Văn phòng Quốc hội Hoa Kỳ (tiếng Anh: United States Congressional Office Buildings) là tên gọi chung cho các tòa nhà văn phòng được Quốc hội Hoa Kỳ sử dụng để tăng thêm không gian làm việc vốn hạn chế trong Điện Capitol Hoa Kỳ. Các tòa nhà văn phòng quốc hội là một phần của Khu phức hợp Capitol, và do đó thuộc quyền quản lý của Kiến trúc sư Điện Capitol và được bảo vệ bởi Cảnh sát Capitol Hoa Kỳ. Các tòa nhà văn phòng có các văn phòng riêng cho từng Dân biểu và Thượng nghị sĩ Hoa Kỳ cũng như các phòng điều trần của ủy ban, phòng nhân viên, nhiều nhà ăn cùng các khu vực dành cho nhân viên hỗ trợ và bảo trì.
Các Tòa nhà Văn phòng Quốc hội được kết nối với Điện Capitol bằng các đường hầm dành cho người đi bộ dưới lòng đất, một số được trang bị tàu điện ngầm nhỏ để đưa đón các cá nhân ra vào Điện Capitol, cùng nhau tạo thành hệ thống tàu điện ngầm Capitol. Các sinh viên nghi lễ của Quốc hội có nhiệm vụ mang các món đồ và thông điệp từ hai phòng họp Thượng viện và Hạ viện đến các tòa nhà văn phòng.

## Tòa nhà Văn phòng Thượng viện

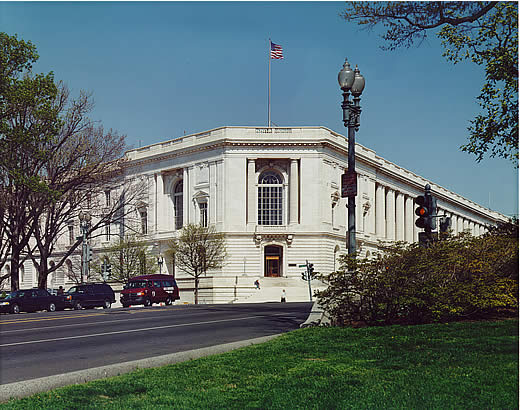
Tòa nhà Văn phòng Thượng viện Russell (RSOB) Hoàn thiện năm 1908 Nằm trên Đại lộ Hiến pháp
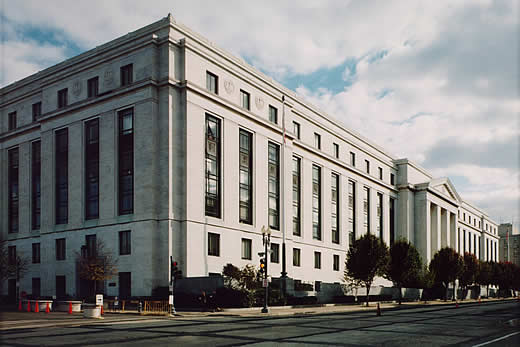
Tòa nhà Văn phòng Thượng viện Dirksen (DSOB) Hoàn thiện năm 1958 Nằm trên Đại lộ Hiến pháp
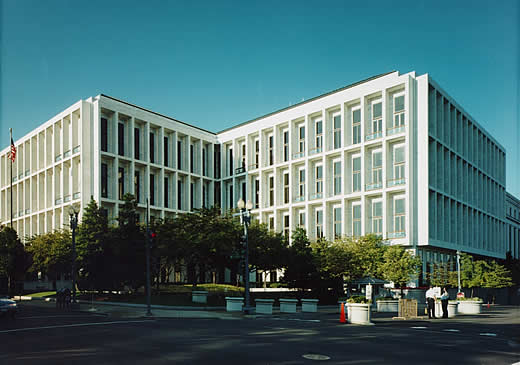
Tòa nhà Văn phòng Thượng viện Hart (HSOB) Hoàn thiện năm 1982 Nằm trên Đại lộ Hiến pháp

Nguồn:

## Tòa nhà Văn phòng Hạ viện

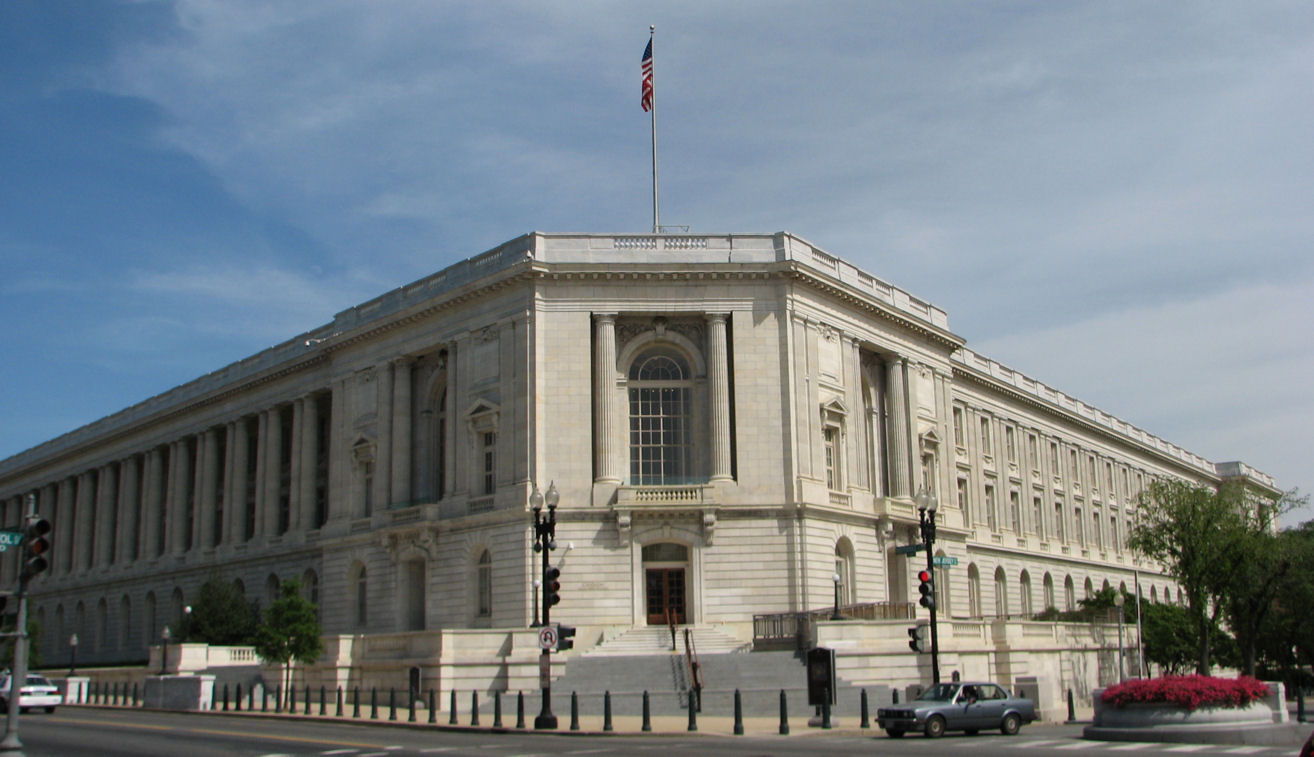
Tòa nhà Văn phòng Hạ viện Cannon (CHOB) Hoàn thiện năm 1908 Nằm trên Đại lộ Độc lập
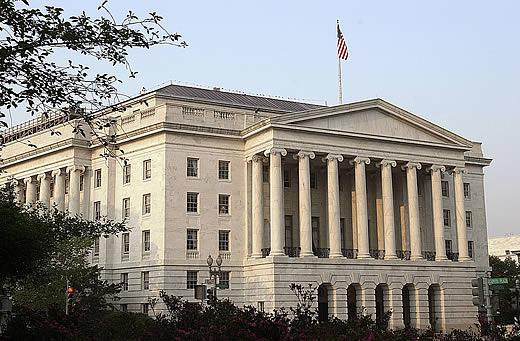
Tòa nhà Văn phòng Hạ viện Longworth (LHOB) Hoàn thiện năm 1933 Nằm trên Đại lộ Độc lập
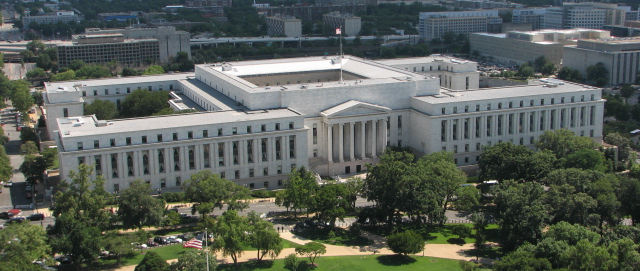
Tòa nhà Văn phòng Hạ viện Rayburn (RHOB) Hoàn thiện năm 1965 Nằm trên Đại lộ Độc lập
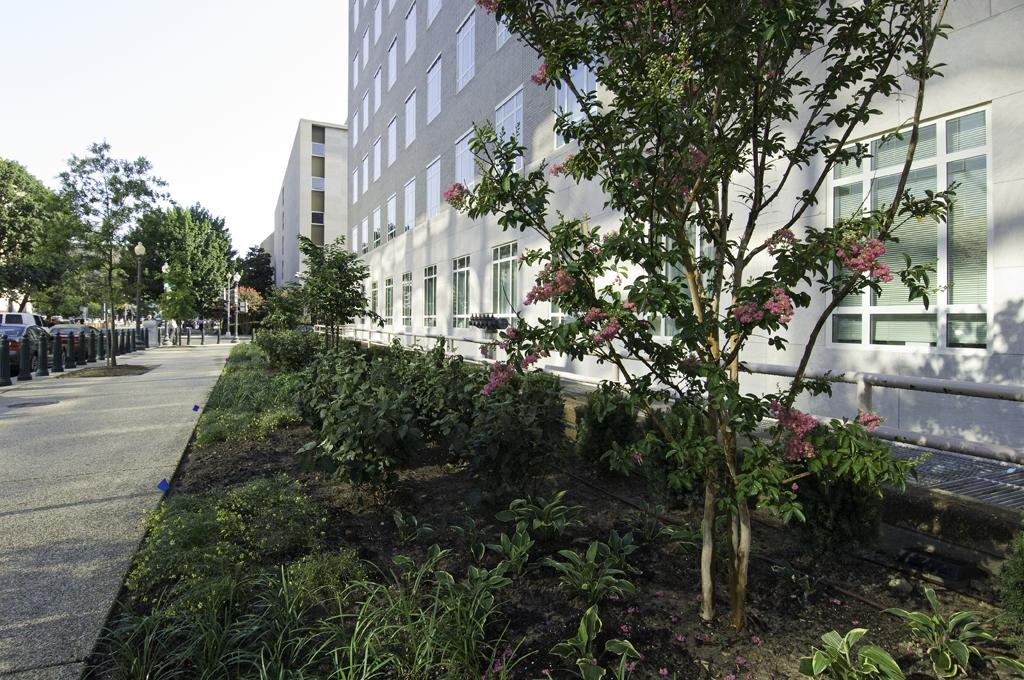
Tòa nhà Văn phòng Hạ viện Ford (FHOB) Hoàn thiện năm 1939[n 1] Nằm trên Phố 2
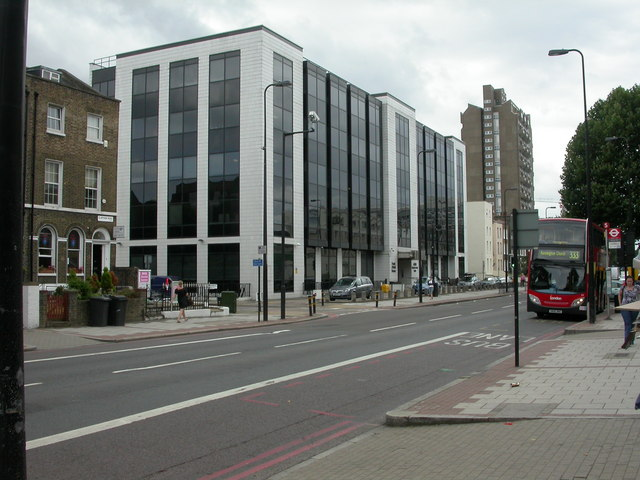
Tòa nhà Văn phòng Hạ viện O'Neill (OHOB) Hoàn thiện năm 1963[n 2] Nằm trên Phố 2

Ghi chú:
1. ↑  được Quốc hội mua lại vào năm 1975
2. ↑  được Quốc hội mua lại vào năm 2017

Nguồn: